# Інокуті Акурі
Інокуті Акурі (井口阿くり; англ. Inokuchi Akuri) (12 січня 1871 — 26 березня 1931) — японська фізична педагогиня.

## Раннє життя
Інокуті Акурі народилася в префектурі Акіта. За підтримки японського уряду вона відвідувала Сміт-коледж та коледж Веллеслі та вивчала фізичне виховання в Сенди Беренсон у Бостонській звичайній школі гімнастики, заснованій Мері Тілстон Геменвей. «В Японії існує велике прагнення зробити жінок сильними, — пояснювала вона бостонській газеті в 1901 році, — і тому мій уряд відправив мене сюди, щоб я вивчила, як підвищити силу наших жінок».

## Кар'єра

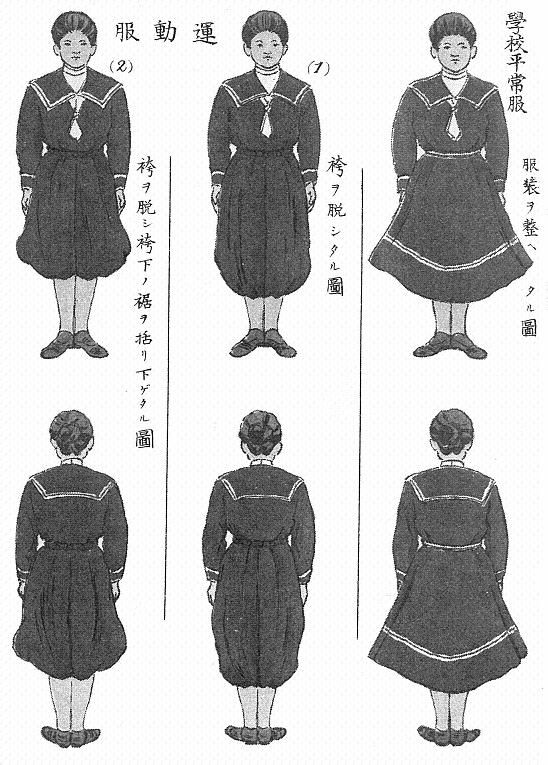
Інокуті Акурі розробила спеціальний спортивний одяг

До того, як поїхати на навчання до Сполучених Штатів, Інокуті була вчителькою у Токіо. Повернувшись до Японії в 1903 році, Інокуті викладала фізичне виховання в жіночій середній школі в Токіо і представила жіночий костюм для вправ, який складався з блумерів, матроських суконь середньої довжини та спідниць до литок, що дозволяли інтенсивні рухи. У 1906 році вона опублікувала доповідь Taiiku no riron oyobi jissai (Теорія і практика фізичного виховання). Її вважають однією із піонерок сучасного жіночого фізичного виховання в Японії.
Інокуті також деякий час викладала в імператорському домі та була директоркою школи для дівчат у Тайбеї.

## Особисте життя
Інокуті одружилася 1911 року і стала відома як Фудзіта Акурі. Подружжя деякий час жило в Сан-Франциско, а в 1920-х роках вона поїхала в Лондон як репетиторка. Померла 1931 року у 60-річному віці.